# 339

## Починали
- 30 май – Евсевий Кесарийски, византийски историк.